# Valentin Golubev
Valentin Golubev (Zavety Ilyicha, 3 de maio de 1992) é um voleibolista russo.

## Carreira
Golubev integrou a equipe de voleibol do Comitê Olímpico Russo, na posição de libero, nos Jogos Olímpicos de Verão de 2020 em Tóquio, quando conquistou a medalha de prata após confronto com a equipe francesa na final.

### Seleção
- Liga das Nações de Vôlei: 2019